# Selección de waterpolo del Reino Unido
La selección de waterpolo del Reino Unido es el representante de Reino Unido en el waterpolo masculino internacional. El equipo ha participado en once torneos en los Juegos Olímpicos. El equipo dominante en el deporte a principios del siglo XX, con cuatro títulos olímpicos. La única competencia importante para la que se han clasificado fue el primer campeonato mundial en 1973. Se clasificaron para los Juegos Olímpicos de Londres 2012 en virtud de su representación del país anfitrión.

## Resultados

### Juegos Olímpicos
- 1900 - [1]
- 1908 -
- 1912 -
- 1920 -
- 1924 - 1ra ronda (8°)
- 1928 - 4°
- 1936 - 8°
- 1948 - 1ra ronda (13°)
- 1952 - 2da ronda (12°)
- 1956 - 7° lugar
- 2012 - 12° lugar

### Campeonato del Mundo
- 1973 - 15º lugar[1]

## Lista actual
La siguiente es la lista británica en el torneo masculino de waterpolo de los Juegos Olímpicos de Verano de 2012.
Entrenador: Cristian Iordache
| N.º | Nombre              | Pos. | Altura          | Peso            | Fecha de nacimiento    |
| --- | ------------------- | ---- | --------------- | --------------- | ---------------------- |
| 1   | Edward Scott        | GK   | 1.97 m (6' 6')  | 85 kg (187 lb)  | 28 de mayo de 1988     |
| 2   | Ciaran James        | D    | 1.93 m (6' 4')  | 93 kg (205 lb)  | 5 de julio de 1991     |
| 3   | Glen Robinson       | D    | 1.88 m (6' 2')  | 90 kg (198 lb)  | 26 de enero de 1989    |
| 4   | Sean King           | D    | 1.93 m (6' 4')  | 91 kg (201 lb)  | 3 de mayo de 1989      |
| 5   | Craig Figes         | D    | 1.83 m (6' 0')  | 90 kg (198 lb)  | 14 de agosto de 1978   |
| 6   | Jack Waller         | CF   | 1.87 m (6' 2')  | 95 kg (209 lb)  | 6 de octubre de 1989   |
| 7   | Alexander Parsonage | D    | 1.80 m (5' 11') | 87 kg (192 lb)  | 30 de abril de 1985    |
| 8   | Jake Vincent        | CB   | 1.97 m (6' 6')  | 98 kg (216 lb)  | 24 de abril de 1989    |
| 9   | Robert Parker       | CB   | 2.00 m (6' 7')  | 100 kg (220 lb) | 4 de diciembre de 1987 |
| 10  | Adam Scholefield    | CF   | 1.89 m (6' 2')  | 99 kg (218 lb)  | 24 de mayo de 1985     |
| 11  | Sean Ryder          | D    | 1.88 m (6' 2')  | 94 kg (207 lb)  | 18 de abril de 1987    |
| 12  | Joseph O’Regan      | CB   | 2.03 m (6' 8')  | 104 kg (229 lb) | 22 de abril de 1991    |
| 13  | Matthew Holland     | GK   | 1.94 m (6' 4')  | 96 kg (212 lb)  | 22 de abril de 1989    |